# Monotonodites subopacus
Monotonodites subopacus är en skalbaggsart som först beskrevs av August Reichensperger 1939.  Monotonodites subopacus ingår i släktet Monotonodites och familjen stumpbaggar. Inga underarter finns listade i Catalogue of Life.